# Schizothorax kolleri
 Schizothorax kolleri és una espècie de peix cipriniforme de la família dels ciprínids.